# Districte de Limós

Els 3 districtes de l'Aude

El Districte de Limós és un dels tres districtes del departament francès de l'Aude a la Regió d'Occitània. Està format pels 8 cantons següents, que agrupen un total de 149 municipis:

## Cantons
- Cantó d'Alanha
- Cantó d'Atsat
- Cantó de Bèlcaire
- Cantó d'Eissalabra
- Cantó de Coisan
- Cantó de Limós
- Cantó de Quilhan
- Cantó de Sant Ilari